# Galam Cennalath
Galam Cennalath, també conegut amb la forma Cendaeladh, va ser rei dels pictes del 552 al 554. La Crònica picta li atribueix un regnat de dos anys: un any en solitari i un any més compartint el tron amb Bridei mac Maelchom.
L'única data que aporten els annals irlandesos sobre aquest període és la del 578/580, any de la mort de Galam, anomenat Cennfhaeladh als Annals de Tigernach i Cennalath rei dels pictes als Annals d'Ulster.
Galam segurament només va regnar sobre una part del territori picte, ja que al seu successor Bridei mac Maelchom, mort el 581/584, se li atribueixen tres dècades de regnat, durant el qual hauria conegut a Sant Columba.